# Jerzkowice (stacja kolejowa)
Jerzkowice – nieczynna stacja kolejowa w Jerzkowicach, w powiecie bytowskim, w województwie pomorskim, w Polsce.